# Lu Muzhen
Lu Muzhen (kinesiska:  盧慕貞), född 30 juli 1867 i Cuiheng i Guangdong i Kina, död 7 september 1952, var den kinesiska revolutionären Sun Yat-sens hustru. När Sun Yat-sen utsågs till president i Republiken Kina den 31 december 1911 blev hon landets första dam. 
Lu Muzhen och Sun Yan-sen var från samma by och de gifte sig år 1884. Äktenskapet hade, som brukligt,  arrangerats av deras föräldrar. De fick en son och två döttrar samman. På grund av sina bundna fötter kunde Lu Muzhen sällan följa med Sun Yat-sen på hans rundresor. När han lämnade henne år 1915 för att gifta sig med Song Qingling flyttade hon till Macao, där hon levde till sin död år 1952.

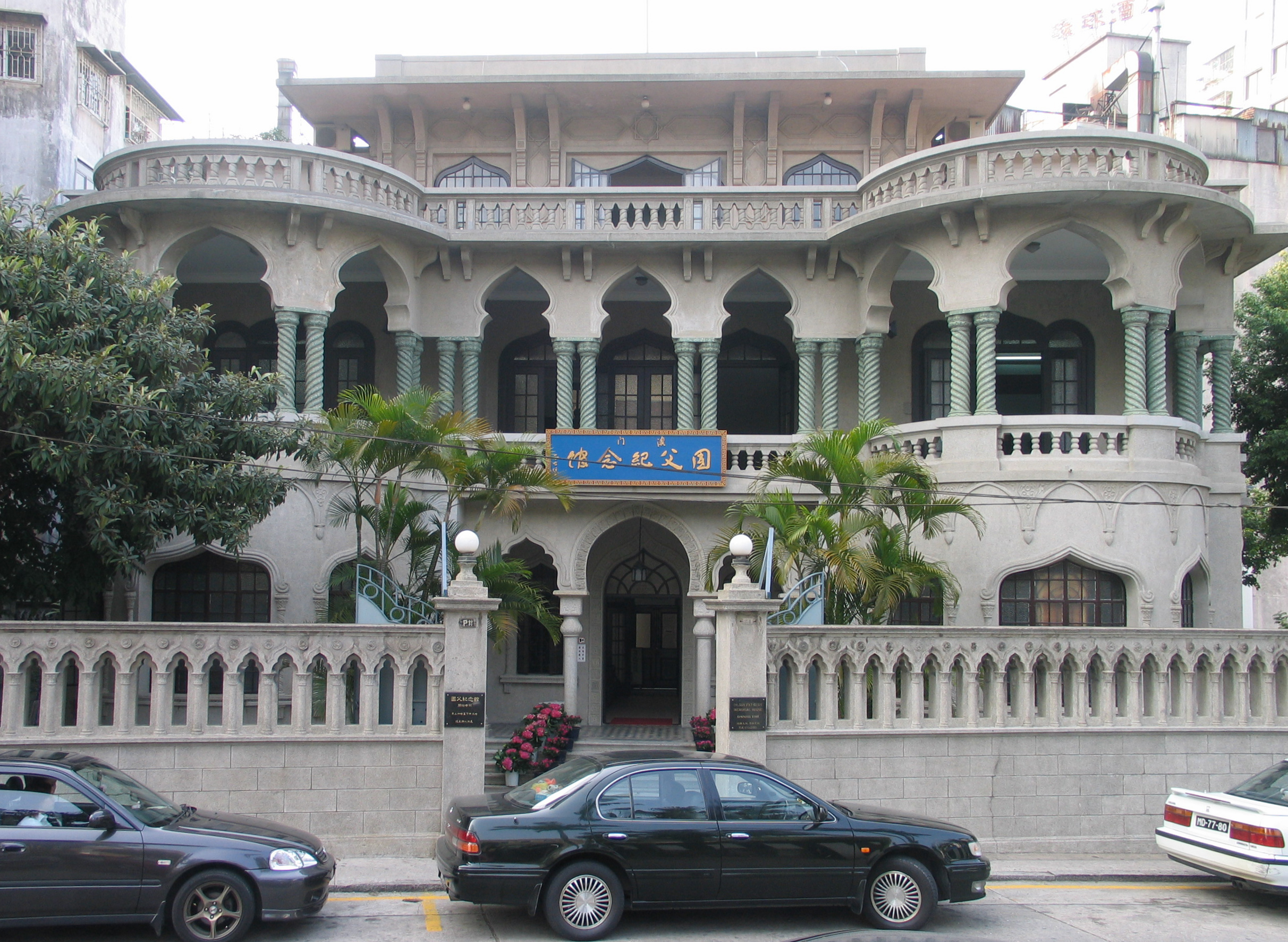
Sun Yat Sen Memorial House i Macao där Lú Mùzhēn bodde.